# Riri-tuna-rai
Riri-tuna-rai est la déesse de la noix de coco dans la mythologie de l'île de Pâques. Elle est mariée à Atua-metua.